# Corey Feldman
Corey Scott Feldman, född 16 juli 1971 i Reseda, Los Angeles, Kalifornien, är en amerikansk skådespelare och före detta fotomodell. 
Corey Feldman började som barnskådespelare i Fredagen den 13:e del 4, där han hade en av huvudrollerna. 
Feldman har spelat i ett flertal filmer tillsammans med Corey Haim, bland annat gjorde han rollen som Corey Haims kvinnojagande halvbror Wes i den mörka erotiska thrillern Blown Away från 1992.
Han har varit gäst i det svenska TV-programmet High Chaparall. 
Corey dyker även upp som resande på en flygplats i Kanada i reality serien Border Security - Canada's Front Line.

## Filmografi i urval
- 1984 – Fredagen den 13:e del 4
- 1984 – Gremlins

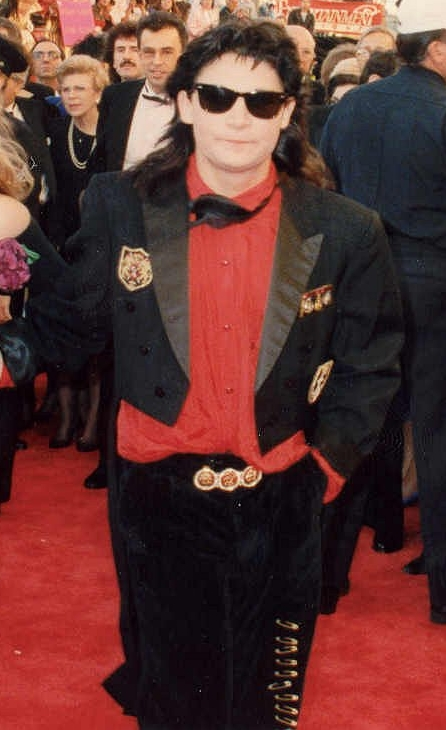
Corey Feldman 1989.

- 1985 – Fredagen den 13:e del 5 - En ny början
- 1985 – The Goonies - dödskallegänget
- 1986 – Stand by Me
- 1987 – The Lost Boys
- 1988 – Nu är det kört
- 1988 – En djävul till granne
- 1994 – Dykarskolan
- 1994 – Mord, mina herrar (TV-serie)
- 1994 – Maverick
- 1996 – Bordello of Blood
- 2003 – Pauly Shore Is Dead
- 2003 – Dickie Roberts: Former Child Star
- 2004 – Puppet Master vs Demonic Toys
- 2004–2006 – Super Robot Monkey Team Hyperforce Go! (TV-serie) (röst, 52 avsnitt)
- 2008 – Lost Boys: The Tribe
- 2010 –  Lost Boys: The Thirst